# كاثرين نولين بيرت
كاثرين نولين بيرت (بالإنجليزية: Katharine Newlin Burt)‏ (1882 - 1977)؛ مؤلفة وروائية أمريكية.